# Towson
Towson är ett kommunfritt område i Baltimore County i den amerikanska delstaten Maryland med en yta av 36,8 km² och en folkmängd, som uppgår till 55 197 invånare (2010). Towson är administrativ huvudort i Baltimore County sedan 1854. Ortens ursprungliga namn är Towsontown.
Towson är säte för Towson University som tidigare hette Maryland State Normal School och flyttades år 1915 från Baltimore till Towson.

## Kända personer från Towson
- William Purington Cole, politiker
- Divine, artist och skådespelare